# 赛姆勒先生的行星
《赛姆勒先生的行星》（英語：Mr. Sammler's Planet）是美国作家索尔·贝娄的一部小说，由维京出版社出版于1970年。该书于1971年荣获国家图书奖

## 情节
阿图尔·赛姆勒先生是一位老年知识分子，来自波兰的犹太人，是犹太人大屠杀的幸存者，曾在纳粹的集中营饱受创伤，现在年老多病，又一只眼失明。1960年代，他住在纽约市的上西区。他去哥伦比亚大学做演讲，受到青年学生的轻蔑奚落。在回家的公交车上，他多次目击一个高大强壮的黑人扒手偷窃，又被扒手尾随恐吓，强迫向他炫耀地展示自己的性器。

## 评论
一些评论家认为这部小说是对犹太人大屠杀的回应，另一些则认为这是对1960年代 的反社会习俗的声讨文字 。但是事实是，赛姆勒是被其他更多的原因吓住了，正如菲利普·罗斯指出的，他认为他们是“疯狂物种对文明理念的背叛”也有人指出，这部小说如同《赫索格》一样，围绕赛姆勒的冲突，是介于智力与直觉之间的冲突，在世界里行动，与站在一边观察之间的冲突。在小说的结尾，赛姆勒通过缓慢地建构顿悟，找到了一个平衡点。乔伊斯·卡罗尔·欧茨写道，她钦佩《赛姆勒先生的行星》的结论，它是如此有力，迫使我们立即重读整本小说，因为我们在阅读的过程中已经改变，现在，准备开始得出结论。 赛姆勒的结论就是上帝。他谈到客观道德真理的存在或上帝本身的存在，说：“因为那是真理，我们都知道，上帝，我们知道，我们知道，我们知道，我们知道 。” 在几年后的一次演讲中，贝娄这样解释说：“你读《新约》，耶稣一贯的假设是，人们知道善与恶的区别........这也是信仰的部分含义。它甚至不需要讨论。这意味着有一种隐含的知识，如果不是永恒的话，也是非常古老的，是人类真正共享的知识，”